# Eike Immel
Eike Immel (Stadtallendorf, 1960. november 27. –) nyugatnémet válogatott Európa-bajnok német labdarúgó, kapus.

## Pályafutása

### Klubcsapatban
1978 és 1986 között a Borussia Dortmund, 1986 és 1955 között a VfB Stuttgart kapusa volt a Bundesligában. Összesen 534 német bajnoki mérkőzésen szerepelt. 1995 és 1997 között a Manchester City együttesében szerepelt Angliában. 1997-ben vonult vissza az aktív labdarúgástól.

### A válogatottban
1980 és 1988 között 19 alkalommal szerepelt a nyugatnémet válogatottban. Tagja volt 1980-as Európa-bajnok és az 1988-as bronzérmes csapatnak.  1980-ban nem lépett pályára. 1987-től lett az első számú kapus Harald Schumacher eltiltása után. 1982-ben a spanyolországi, 1986-ban a mexikói világbajnokságon ezüstérmet szerzett a válogatottal. 1975-76-ban négyszeres U15-ös, ötszörös U16-os, 1977-78-ban négyszeres U18-as és 1979 és 1986 között 14-szeres U21-es válogatott volt.

## Sikerei, díjai
NSZK
- Világbajnokság
  - ezüstérmes: 1982, Spanyolország, 1986, Mexikó
- Európa-bajnokság
  - Európa-bajnok: 1980, Olaszország
  - bronzérmes: 1988, NSZK

 VfB Stuttgart
- Nyugatnémet bajnokság (Bundesliga)
  - bajnok: 1991–92
- UEFA-kupa
  - döntős: 1988–89